# Нижегородов, Константин Геннадьевич
Константин Геннадьевич Нижегородов (род. 21 июня 2002, Москва) — российский футболист, защитник клуба «Рубин».

## Клубная карьера
Отец — футболист Геннадий Нижегородов, мать — сестра жены Ильи Цымбаларя. Родился в Москве, далее жил в Одессе. Выступал в детско-юношеском чемпионате Украины в составе «Черноморца». В 2018 году был на просмотре в немецком «Байере» Леверкузен. Для переезда в Германию подал документы на получение румынского паспорта, откуда родом бабушка. В процессе оформления документов получил приглашение от «Шальке 04» Гельзенкирхен, куда и перешёл. Через год оказался в «Ганзе» Росток. Зимой 2020/21 чемпионат был приостановлен из-за пандемии COVID-19. Нижегородов отправился на сборы с московским ЦСКА, но не смог подписать контракт из-за проблем с документами. 
В июне 2021 года перешёл в казанский «Рубин». Главный тренер команды Леонид Слуцкий ранее тренировал нидерландский «Витесс» в то время, когда там на просмотре был Нижегородов. 13 сентября 2021 года в матче чемпионата России против «Урала» (4:0) он дебютировал в составе казанского клуба, выйдя на 78-й минуте вместо травмированного Ильи Самошникова. По результатам сезона 2021/22 «Рубин» занял 15-е место в чемпионате и вылетел в Первую лигу.
27 ноября 2022 года в матче Первой лиги против «Нефтехимика» (2:0) Нижегородов забил дебютный гол за «Рубин». По мнению болельщиков, его гол стал лучшим в казанском клубе в ноябре. В сезоне 2022/23 Константин Нижегородов, будучи запасным игроком «Рубина», стал чемпионом Первой лиги и помог команде вернуться в РПЛ после годичного отсутствия. Он принял участие в 5 матчах, в которых отметился одним забитым мячом.
5 июля 2023 года Нижегородов на правах арендного соглашения перешёл в тульский «Арсенал» до конца сезона 2023/24. 16 июля 2023 года в матче Первой лиги против клуба «Ленинградец» (0:0) он дебютировал за новый клуб, выйдя в стартовом составе. В апреле 2024 года Нижегородов получил травму мениска и выбыл до конца сезона. 14 июня 2024 года по завершении аренды покинул «Арсенал».
14 августа 2024 года в матче группового этапа Кубка России против «Зенита» (0:1) Нижегородов впервые после травмы появился на поле, выйдя в стартовом составе.

## Статистика
| Выступление      | Выступление      | Выступление      | Чемпионат | Чемпионат | Кубки | Кубки | Итого | Итого |
| Клуб             | Лига             | Сезон            | Игры      | Голы      | Игры  | Голы  | Игры  | Голы  |
| ---------------- | ---------------- | ---------------- | --------- | --------- | ----- | ----- | ----- | ----- |
| Рубин            | Премьер-лига     | 2021/22          | 3         | 0         | 0     | 0     | 3     | 0     |
| Рубин            | Первая лига      | 2022/23          | 4         | 1         | 1     | 0     | 5     | 1     |
| Рубин            | Премьер-лига     | 2024/25          | 10        | 0         | 6     | 0     | 16    | 0     |
| Рубин            | Итого            | Итого            | 17        | 1         | 7     | 0     | 24    | 1     |
| → Арсенал (Тула) | Первая лига      | 2023/24          | 15        | 0         | 1     | 0     | 16    | 0     |
| → Арсенал (Тула) | Итого            | Итого            | 15        | 0         | 1     | 0     | 16    | 0     |
| Всего за карьеру | Всего за карьеру | Всего за карьеру | 32        | 1         | 8     | 0     | 40    | 1     |

## Достижения
«Рубин»
- Чемпион Первой лиги: 2022/23